# Beddingham
Beddingham est un village et une paroisse civile du Sussex de l'Est, en Angleterre. Il est situé dans le sud du comté, à 5 km au sud-est de la ville de Lewes. Administrativement, il relève du district de Lewes.
Beddingham partage son conseil municipal avec la paroisse civile de Glynde, à quelques kilomètres au nord-est.

## Démographie
Au recensement de 2011, la paroisse civile de Beddingham comptait 242 habitants.
| Année      | 1801 | 1811 | 1821 | 1831 | 1841 | 1851 | 1881 | 1891 | 1901 | 1911 | 1921 | 1931 | 1951 | 1961 | 2011 |
| ---------- | ---- | ---- | ---- | ---- | ---- | ---- | ---- | ---- | ---- | ---- | ---- | ---- | ---- | ---- | ---- |
| Population | 219  | 227  | 255  | 264  | 268  | 321  | 448  | 454  | 481  | 420  | 430  | 383  | 319  | 354  | 242  |